# 동해 나들목
동해 나들목(Donghae IC)은 강원특별자치도 동해시 지흥동과 천곡동에 걸쳐 설치된 동해고속도로의 31번 교차로이다. 국도 제7호선을 통해 동해시내로 진출할 수 있다.

## 연혁
- 1996년 12월 17일 : 동해시 도시계획시설 교통광장에 천곡동 일원을 '천곡광장'으로 고시[1]
- 2004년 10월 12일 : 2004년 12월까지 나들목 요금소 위치 변경으로 인해 강원도 동해시 지흥동 ~ 강릉시 성산면 40.6 km 구간 도로구역 변경[2]
- 2004년 11월 24일 : 동해고속도로 강릉 ~ 동해 구간 확장 개통과 함께 영업 개시[3]
- 2007년 10월 9일 : 동해 ~ 삼척(귀운 ~ 용정) 구간 신설로 인해 동해시 도시계획시설 교통광장에 동해 나들목으로 변경[4]
- 2016년 9월 9일 : 동해고속도로 삼척 ~ 동해 구간 개통과 함께 남측 잔여 램프 통행 개시[5]

## 구조물 정보
본래는 복합형(직결형,트럼펫형) 나들목 형태로 개통하였으나 2016년 9월 9일에 동해고속도로 삼척 ~ 동해 구간 개통이 되면서 이중 트럼펫형 나들목으로 변경되었다.
- 위치: 강원특별자치도 동해시 지흥동, 천곡동
- 영업소: 강원특별자치도 동해시 동해대로 5249 (지흥동)

## 접속하는 도로
- 국도 제7호선 (동해대로)

## 교통량 정보
| 요금소        | 통행량 (대/일) | 통행량 (대/일) | 통행량 (대/일) | 통행량 (대/일) | 통행량 (대/일) | 통행량 (대/일) | 통행량 (대/일) | 통행량 (대/일) | 통행량 (대/일) | 통행량 (대/일) | 각주  |
| 요금소        | 2001년         | 2002년         | 2003년         | 2004년         | 2005년         | 2006년         | 2007년         | 2008년         | 2009년         | 2010년         | 각주  |
| ------------- | -------------- | -------------- | -------------- | -------------- | -------------- | -------------- | -------------- | -------------- | -------------- | -------------- | ----- |
| 동해 (폐쇄식) | 미개통         | 미개통         | 미개통         | 4,661          | 4,808          | 4,659          | 4,938          | 4,769          | 5,234          | 5,554          | [ 6 ] |
| 요금소        | 2011년         | 2012년         | 2013년         | 2014년         | 2015년         | 2016년         | 2017년         | 2018년         | 2019년         |                | [ 6 ] |
| 동해 (폐쇄식) | 5,670          | 5,974          | 6,348          | 6,533          | 7,109          | 6,855          | 5,519          | 5,816          | 6,192          |                | [ 6 ] |